# Kaji Mayumi
Kaji Mayumi (加治 真弓, sinh ngày 28 tháng 6 năm 1964) là một cựu cầu thủ bóng đá nữ người Nhật Bản.

## Đội tuyển bóng đá nữ quốc gia Nhật Bản
Kaji Mayumi thi đấu cho đội tuyển bóng đá nữ quốc gia Nhật Bản từ năm 1981 đến 1991.

## Thống kê sự nghiệp
| Nhật Bản  | Nhật Bản | Nhật Bản |
| Năm       | Trận     | Bàn      |
| --------- | -------- | -------- |
| 1981      | 1        | 0        |
| 1982      | 0        | 0        |
| 1983      | 0        | 0        |
| 1984      | 0        | 0        |
| 1985      | 0        | 0        |
| 1986      | 12       | 0        |
| 1987      | 4        | 0        |
| 1988      | 3        | 0        |
| 1989      | 9        | 0        |
| 1990      | 7        | 0        |
| 1991      | 12       | 0        |
| Tổng cộng | 48       | 0        |